# Samotny Dom
Samotny Dom (ang. Peril at End House) – powieść autorstwa Agathy Christie, wydana po raz pierwszy w 1932.

## Bohaterowie
- Herkules Poirot – sławny detektyw
- Arthur Hastings – przyjaciel detektywa
- Nick Buckley – właścicielka Samotnego Domu
- Jim Lazarus – syn bogatego antykwariusza, z wzajemnością zakochany w mężatce, Frederice Rice
- Frederica Rice (zwana Freddie) – zamężna przyjaciółka panny Nick; ponieważ kocha (z wzajemnością) Jima, stara się o otrzymanie rozwodu
- George Challenger – kapitan brytyjskiej floty, zakochany w pannie Nick
- Charles Vyse – adwokat, kuzyn panny Nick
- Magdala Buckley – kuzynka panny Nick
- Milly i Bert Croft – Australijczycy, sąsiedzi panny Nick
- Ellen i William Wilson – gospodyni i ogrodnik Samotnego Domu
- doktor Graham
- rodzice Madzi Buckley

## Fabuła

### Zawiązanie akcji
Herkules Poirot i jego przyjaciel, kapitan Arthur Hastings spędzają urlop w ślicznej, nadmorskiej miejscowości St Loo. Do Poirota przychodzi mnóstwo korespondencji, w tym od osób znanych i wpływowych, z prośbami o to, by wziął udział w kolejnych śledztwach. Detektyw postanawia jednak przejść na emeryturę i nie zajmować się już tropieniem przestępców. Jednakże już pierwszego dnia przyjaciele spotykają młodą dziewczynę niezwykłej urody – pannę Nick Buckley, która samotnie mieszka w starym, zabytkowym domu, zwanym przez okolicznych mieszkańców Samotnym. Okazuje się, że pannie Buckley od pewnego czasu przydarzają się bardzo dziwne wypadki. Zerwany ze ściany ciężki obraz, zepsute hamulce w samochodzie... – zdaniem Poirota to nie może być przypadek, ktoś czyha na życie dziewczyny. Słynny detektyw postanawia odłożyć myśl o emeryturze, by zaangażować się w sprawę i uratować pannę Nick.
Po przeprowadzeniu szczegółowego śledztwa Poirot jest pewien, że dziewczynie wciąż grozi śmiertelne niebezpieczeństwo. Głównymi podejrzanymi są osoby z najbliższego otoczenia Nick: jej trójka przyjaciół – kapitan Challenger, pani Rice i pan Lazarus, jej dalszy krewny, pan Vyse, który pracuje w pobliskim miasteczku jako adwokat, dziwnie zachowująca się służąca oraz para niedawno przybyłych z Australii sąsiadów – państwo Croft. Każda z tych osób miała doskonałą sposobność do zorganizowania zamachów. Poirot radzi pannie Nick, by zamieszkał z nią ktoś zaufany. Dziewczyna postanawia więc zaprosić kuzynkę, Magdalę Buckley. Po pewnym czasie najgorsze przypuszczenia Poirota sprawdzają się – dochodzi do makabrycznej zbrodni. Jej ofiarą nie pada jednak Nick, lecz Magdala, która przypadkiem miała na sobie szal pożyczony od panny Buckley. W końcu wychodzi na jaw motyw, dla którego ktoś mógłby chcieć pozbawić pannę Nick życia. Okazuje się, że była zaręczona ze zmarłym tragicznie młodym pilotem Setonem, który przed udaniem się na swą ostatnią wyprawę przezornie sporządził testament, zapisując w nim wszystko narzeczonej. Tajemnicze zamachy nie ustają nawet wtedy, gdy zdesperowany detektyw umieszcza młodą przyjaciółkę w zamkniętej klinice. Poirot czuje się bezradny; wszystko wskazuje na to, że będzie to jego pierwsza w karierze porażka. Jednakże, jak zwykle, dzięki intensywnemu myśleniu udaje mu się dociec prawdy i zdemaskować sprawcę.

### Rozwiązanie
Morderczyni przez cały czas odwracała podejrzenia od siebie, przekonując wszystkich, że to ona miała paść ofiarą zbrodni. To właśnie Nick Buckley zamordowała swoją kuzynkę Magdalę, podczas gdy wszyscy byli przekonani, że śmierć jej nie ma żadnego znaczenia, bo tajemniczy zbrodniarz miał zabić nie ją, tylko Nick. Morderczyni, chcąc udowodnić, że ciąży nad nią niebezpieczeństwo już wcześniej pozorowała „nieudane zamachy na siebie”. Okazuje się, że motywem jej zbrodni były pieniądze. To nie Nick, lecz Magdala zaręczona była z Setonem i to jej należała się cała zapisana przezeń fortuna. Nikt nie zwrócił uwagi na pewien szczegół: obie kuzynki nosiły to samo imię i nazwisko – Magdala Buckley. W ten sposób Nick już po śmierci kuzynki mogła utrzymywać, iż to ona była narzeczoną zmarłego lotnika i przejąć jego fortunę.
W finale Poirot zbiera w Samotnym Domu wszystkich podejrzanych i ujawnia im prawdę. Nick do ostatniej chwili próbuje zrzucić winę na pannę Rice, podrzucając jej do kieszeni płaszcza pistolet; na to jednak nie daje się nabrać detektyw, który wie już przecież wszystko. Policjanci aresztują zbrodniarkę, która przed wyjściem zabiera ze sobą mały zegarek. Po wyjściu Nick i policjantów Poirot zdradza obecnym, iż w zegarku ukryta była śmiertelna dawka kokainy. Wyraża też przypuszczenie, że dziewczyna, siedząc już w policyjnym radiowozie, zażyła ją.

## Adaptacje
Samotny Dom film (1990) z Davidem Suchetem w roli Poirota